# Parc de la Ciutadella

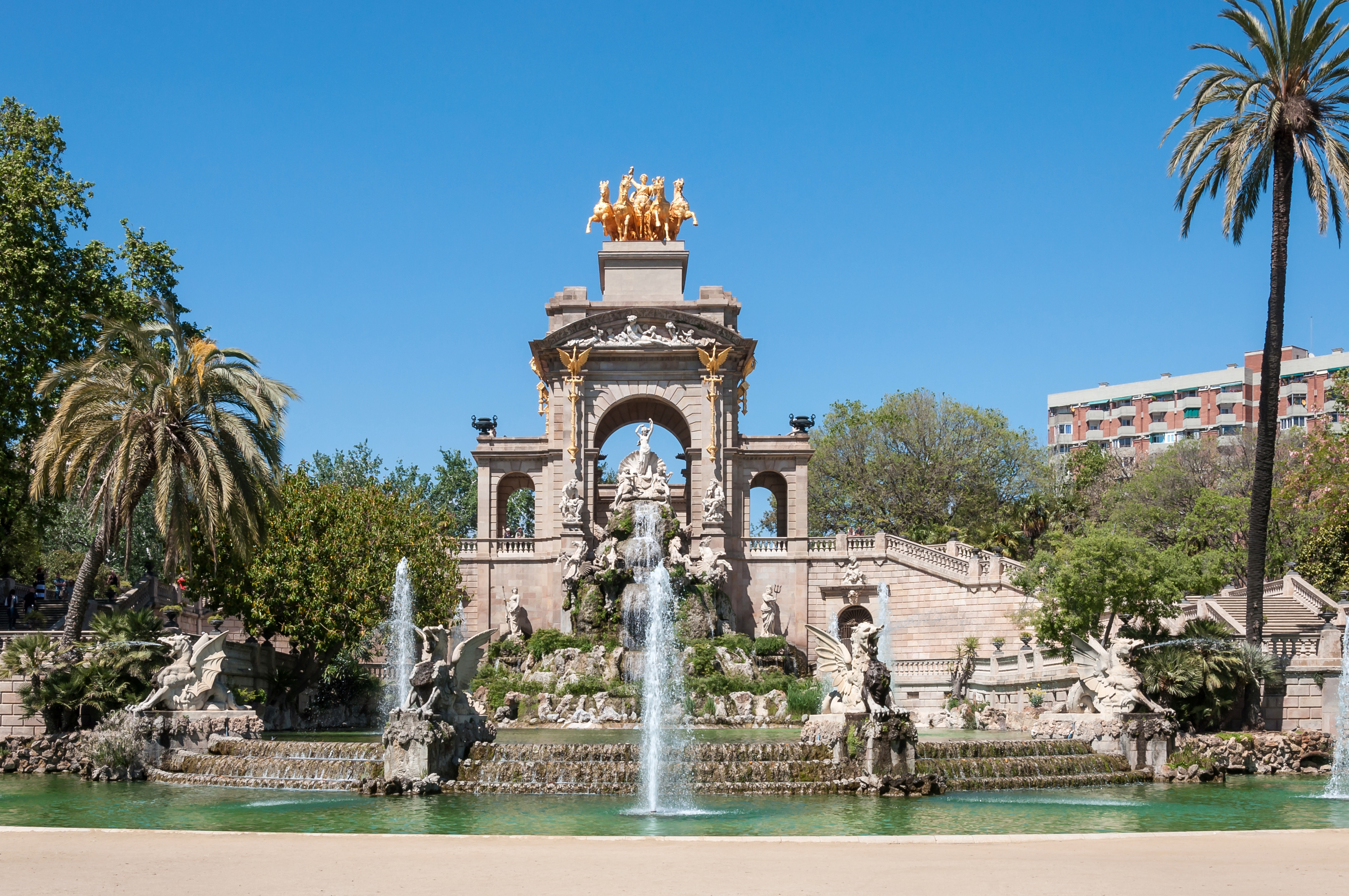
Fontanna znajdująca się w parku.

Parc de la Ciutadella – park znajdujący się na północno-wschodnim krańcu Ciutat Vella w Barcelonie. Po powstaniu w połowie XIX wieku przez dziesięciolecia był jedyną zieloną przestrzenią miasta. Tereny o powierzchni 70 akrów obejmują miejskie zoo (w którym niegdyś mieszkał Śnieżka, zmarły w 2004 albinotyczny goryl), Palau del Parlament de Catalunya, małe jezioro i duża fontanna zaprojektowana przez Josepa Fontserè (z prawdopodobnym wkładem Antoniego Gaudíego).